# 吴善璋
吴善璋（1948年8月—），男，江苏苏州人，中国书法家，中国书法家协会原副主席，宁夏书法家协会原主席，宁夏回族自治区文学艺术界联合会名誉主席。